# Elżbieta Laskowska (filolog)
Elżbieta Felicja Laskowska (ur. 9 lutego 1946 w Bydgoszczy, zm. 1 maja 2022) – polska filolog, prof. dr hab.

## Życiorys
W 1969 r. ukończyła studia polonistyczne w Wyższej Szkole Pedagogicznej w Gdańsku. W latach 1969–1974 pracowała w Pedagogicznej Bibliotece Wojewódzkiej w Bydgoszczy. W 1974 r. rozpoczęła studia doktoranckie w Zakładzie Dydaktyki Literatury i Języka Polskiego Wyższej Szkoły Pedagogicznej w Krakowie. Tam w 1977 r. obroniła pracę doktorską. W latach 1978–1981 pracowała jako adiunkt w Centrum Doskonalenia Nauczycieli w Kaliszu, w latach 1982–1984 jako adiunkt w Wyższej Szkole Pedagogicznej w Częstochowie, Oddział w Kaliszu, od 1984 r. w Wyższej Szkole Pedagogicznej w Bydgoszczy (od 2000 r. Akademii Bydgoskiej, od 2005 r. Uniwersytetu Kazimierza Wielkiego). W 1993 r. habilitowała się na podstawie pracy zatytułowanej Wartościowanie w języku potocznym (stopień nadał jej Uniwersytet Gdański). Od 1994 r. kierowała w bydgoskiej uczelni Zakładem Językoznawstwa Synchronicznego, od 1995 r. przez dwie kadencje była równocześnie dyrektorem Instytutem Filologii Polskiej tamże. W 2005 r. nadano jej tytuł profesora w zakresie nauk humanistycznych. W 2007 r. została kierownikiem nowo powstałej Katedry Dziennikarstwa i Komunikacji Społecznej. Była zatrudniona na stanowisku profesora zwyczajnego w Katedrze Dziennikarstwa, Nowych Mediów i Komunikacji Społecznej na Wydziale Humanistycznym Uniwersytetu Kazimierza Wielkiego. Przeszła na emeryturę w 2019 r.
Była jedną z założycielek i następnie działaczką powstałego w 1969 r. Wincentyńskiego Duszpasterstwa Akademickiego „Stryszek” w Bydgoszczy. Uczestniczyła w trwającym w latach 1995–2000 III Powojennym Synodzie Archidiecezji Gnieźnieńskiej.
W latach 1990–1994 była radną Rady Miasta Bydgoszczy.
W 2008 r. została prezesem Stowarzyszenia Etyki Słowa.
Była odznaczona Medalem Komisji Edukacji Narodowej i Srebrnym Krzyżem Zasługi. 26 kwietnia 2022 Uniwersytet Kazimierza Wielkiego przyznał jej medal Casimirus Magnus, którego nie zdążyła odebrać osobiście przed śmiercią.
Pochowana 5 maja 2022 na cmentarzu na bydgoskich Bielawach.